# Pietro Ronchi
Pietro Ronchi (fl. XVIII secolo) è stato un pittore italiano del XVIII secolo attivo nella provincia di Verona.

## Biografia
Alcune informazioni su di lui provengono da Giovanni Battista Lanceni che ne parlò nella sua Ricreazione Pittorica. Nato all'inizio del XVIII secolo, fin da giovane si dedicò alla pittura. Tra le sue opere più apprezzate, il dipinto di una Risurrezione per l'altare maggiore della chiesa di Sant'Eufemia di Verona (dal 1836 spostato nella parrocchiale di Pinzolo) e uno Sposalizio di Santa Caterina per la stessa chiesa. Una sua tavola raffigurante San Michele Arcangelo è conservata nella parrocchiale di Isola della Scala mentre per la chiesa di Erbezzo realizzò la pala d'altare. Altri suoi lavori si trovano nella parrocchiale di Monteforte d'Alpone e nell'oratorio di Soave.